# Arnaldo Carli
Arnaldo Carli (30 de julho de 1901 — 14 de setembro de 1972) foi um ciclista italiano que participava em competições de ciclismo de pista e estrada.
Competiu nos Jogos Olímpicos de 1920 em Antuérpia, onde foi o vencedor e recebeu a medalha de ouro competindo na prova de perseguição por equipes, juntamente com Primo Magnani, Franco Giorgetti e Ruggero Ferrario.
Profissionalizando-se em 1924, ele competiu até o ano de 1931.